# 赫羅雷
49°54′3″N 36°21′49″E / 49.90083°N 36.36361°E
赫羅雷（烏克蘭語：Хроли）是位於烏克蘭東部的村莊，由哈爾科夫州哈爾科夫區的羅漢市鎮負責管轄。該村始建於1867年，面積0.64平方公里，海拔高度123米，2001年人口2,607，人口密度每平方公里4,073人。